# Сатанизм (фильм)
«Сатанизм» (англ. Satanic) — американский низкобюджетный фильм ужасов 2006 года режиссёра Дэна Голдена. Главные роли исполнили Джеффри Комбс, известный своими ролями в низкобюджетных фильмах ужасов и фантастических картинах, а также Ангус Скримм. Премьера фильма состоялась 4 апреля 2006 года.

## Сюжет
После автокатастрофы молодая девушка очутилась в больнице. В аварии погиб её отец. А её саму врачам удалось вернуть к жизни после операции. Хирург сообщает ей, что её возвращение к жизни — это чудо. Ведь череп девушки пришлось собирать из множества осколков. После успешного выздоровления и реабилитации девушку отправляют в приют, где вскоре начинают происходить странные смерти.

## В ролях
| Актёр             | Роль             |
| ----------------- | ---------------- |
| Анни Сорель       | Мишель           |
| Джеффри Комбс     | детектив Джойнер |
| Ангус Скримм      | доктор Барбари   |
| Джеймс Руссо      | Эдди             |
| Бретт Эриксон     | Ларри            |
| Элиза Свенсон     | Далия            |
| Брайан Бёрнет     | голландец        |
| Дайан Голднер     | Джеки            |
| Рик Дин           | Бисон            |
| Лорен Эммел       | Кейла            |
| Джордж Товар      | отец             |
| Майкл Гальо       | Клифф            |
| Маттео Инделикато | Майк             |
| Присцилла Джонс   | подруга отца     |